# Jinfengopteryx
Jinfengopteryx (від Jinfeng, «золотий фенікс», королева птахів у китайському фольклорі, і давньогрецького: πτερυξ pteryx, що означає «перо») — рід манірапторових динозаврів, знайдений у Китаї.

## Опис
Jinfengopteryx відомий з одного зразка (номер CAGS-IG-04-0801), майже повного зчленованого скелета довжиною 55 см. Він зберігся з великими відбитками пір’я, але у нього відсутні махові пера на задніх лапах, які присутні у споріднених динозаврів, таких як Pedopenna й Anchiornis. Він також зберігає кілька невеликих овальних структур червонувато-жовтого кольору, можливо насіння, які динозавр їв перед смертю; вони також можуть бути маленькими яйцеклітинами або фолікулами, що розвиваються. Якщо овальні структури справді є насінням, вони можуть означати, що Jinfengopteryx був всеїдним.
Jinfengopteryx зберігає відбитки пір'я «навколо шиї, тіла, стегон, верхніх задніх кінцівок, хвоста та біля мануса» (кінець передніх кінцівок).
Дослідження 2020 року щодо здатності паравіан до польоту показує, що Jinfengopteryx тісно збігається з іншими летючими непташиними тероподами, такими як Microraptor і Rahonavis.

## Галерея

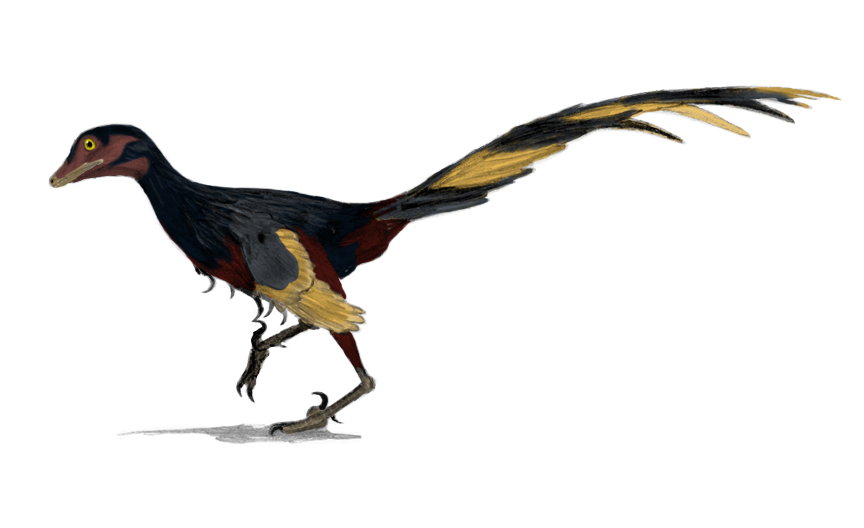
Художня реконструкція
Розмір